# Miles M.9 Master
Le Miles Master est un avion d'instruction de la Royal Air Force utilisé pendant la Seconde Guerre mondiale produit à plus de 3 000 exemplaires. 1.090 d'entre eux furent construits à South Marston.

### Développement lié
- Miles Kestrel (en)
- Miles M.20
- Miles Martinet

### Aéronefs comparables
- North American Harvard